# Брус Макендлес
Брус Макендлес II (енгл. Bruce McCandless II; Бостон, 8. јун 1937 — Лос Анђелес, 21. децембар 2017) био је амерички морнарички официр и авијатичар, инжењер електротехнике и астронаут НАСА. Макендлес је 3. фебруара 1984. године, током прве од своје две мисије спејс-шатлом (СТС-41-Б и СТС-31), извео први слободан лет у свемиру користећи специјалну маневарску јединицу. Био је резервни члан посаде прве мисије на свемирску станицу Скајлаб, као и члан помоћне посаде за мисију Аполо 14. У свемиру је провео 13 дана.
Рођен у официрској породици, његови отац и деда, Брус Макендлес први и Вилис Бредли носиоци су Медаље части, и Макендлес је као син носиоца Медаље части добио аутоматски пријем на Морнаричку академију САД у Анаполису, на којој је дипломирао као други у класи 1958. године (био у генерацији са Џоном Мекејном), да би 1965. стекао диплому мастер инжењера електротехнике на Универзитету Станфорд. Године 1987. постао је мастер пословне администрације на Универзитету Хјустон-Клир Лејк.
Летео је на разним типовима авиона током своје летачке каријере у Морнарици, забележивши притом преко 5.200 часова лета, од тога преко 5.000 на млазњацима. Имао је чин капетана. За астронаута је изабран 1966. године, а свој први лет у свемир је остварио је тек 18 година касније. Најмлађи је астронаут у својој селекцији. Повукао се 1990. године и радио за компанију Локид Мартин. Члан је неколико кућа славних и носилац бројних друштвених признања, цивилних и војних одликовања.
Преминуо је 21. децембра 2017. са 80 година живота. Сахрањен је на гробљу Морнаричке академије САД. Иза себе је оставио супругу и двоје деце из првог брака.

## Галерија
- Макендлес Контроли мисије током Апола 11, 1969. године
- Макендлес у Аполо скафандеру, 1971. године
- Макендлес у свемирском оделу, 1982. године
- Позната слика Макендлеса из фебруара 1984. на којој слободно лети свемиром
- Макендлес током једне свемирске шетње, 1984. године
- Макендлес током свог другог лета, 1990. године
- Макендлес у позним годинама, 2009. године